# Казашко
Каза́шко (болг. Казашко) — село у Варненській області Болгарії. Входить до складу общини Варна.

## Населення
За даними перепису населення 2011 року у селі проживали 334 особи.
Національний склад населення села:
| Національність   | Кількість осіб | Відсоток |
| ---------------- | -------------- | -------- |
| болгари          | 243            | 81,5%    |
| цигани           | 0              | 0%       |
| інша             | 55             | 18,5%    |
| Всього відповіли | 298            |          |

Розподіл населення за віком у 2011 році:
Динаміка населення: